# Josef Kratochvil (filozof)

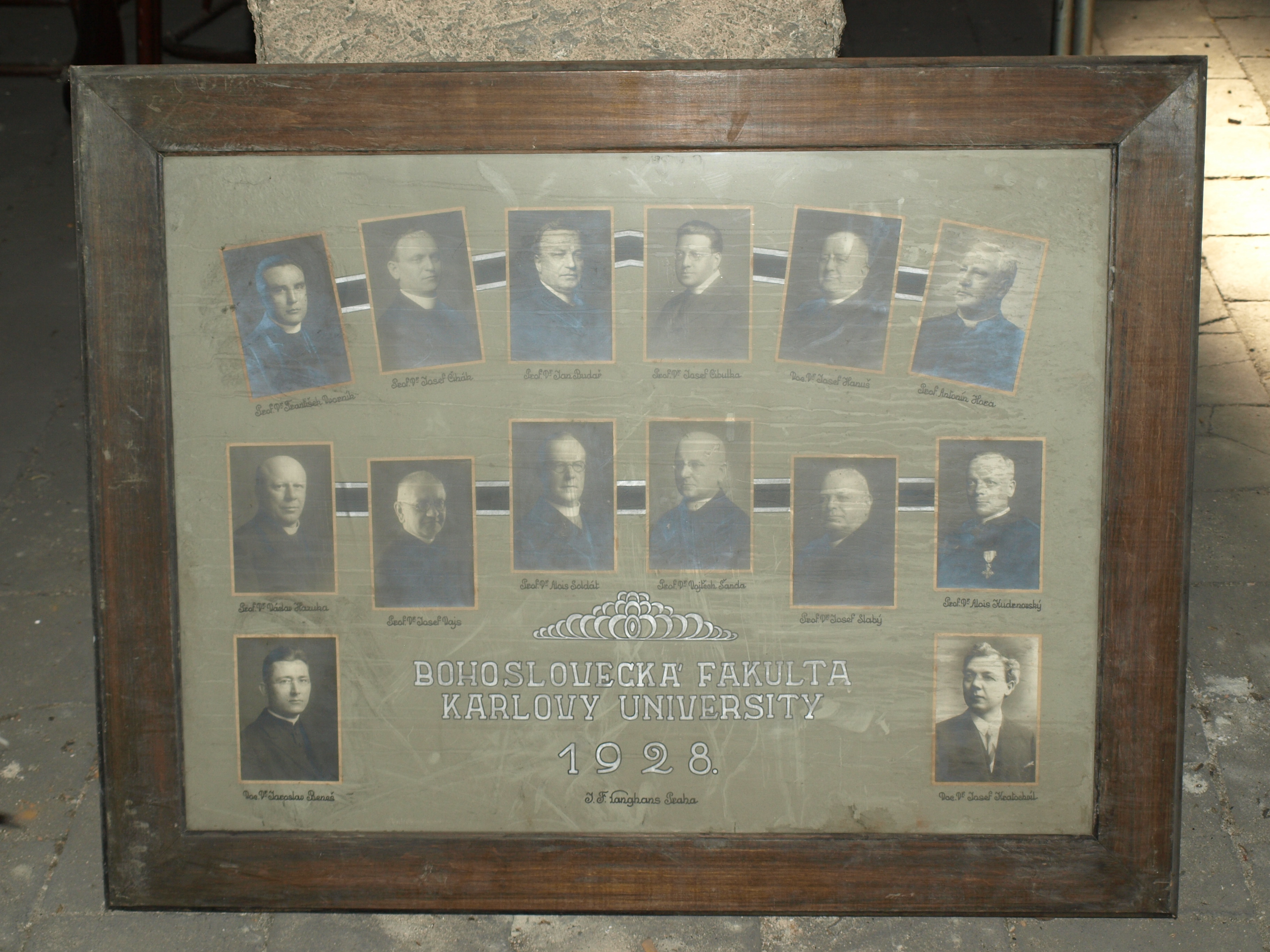
Josef Kratochvil na tablu vyučujících bohoslovecké fakulty Karlovy univerzity v roce 1928

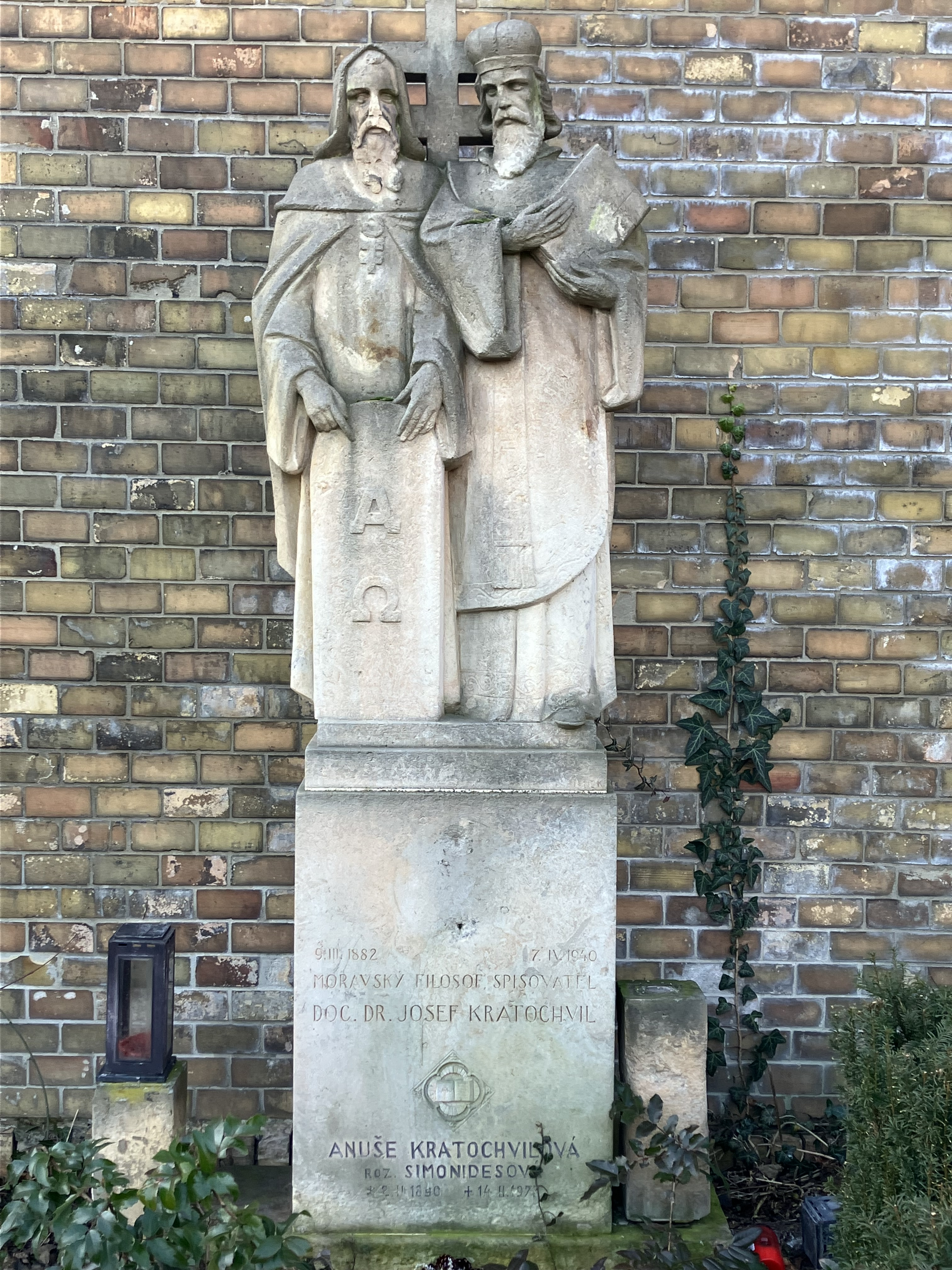
Hrob Josefa Kratochvila

Josef Kratochvil (9. března 1882, Dolní Kounice – 7. dubna 1940, Brno) byl český (resp. moravský) křesťanský filozof, spisovatel a vysokoškolský pedagog.

## Život
Narodil se v Dolních Kounicích jako syn kováře Aloise Kratochvila a Kateřiny, rozené Bajerové. V deseti letech ztratil otce. Vystudoval české gymnázium v Brně (už během středoškolského studia přispíval do studentských časopisů). Maturoval s výborným prospěchem v roce 1901, poté začal studovat v brněnském bohosloveckém učilišti. Díky jeho nadání ho brněnský biskup František Bauer poslal studovat na Gregoriánskou univerzitu v Římě. Zde se věnoval studiu filozofie a přírodních věd, 1. července 1904 se stal magistrem filozofie. Vzhledem k tomu, že necítil povolání ke kněžství, po návratu z Říma se zapsal na Karlovu univerzitu na studia klasické a moderní filologie a filozofie. V roce 1905 na dva roky přerušil studia, aby si jako vychovatel v rodině hraběte Leopolda ze Šternberka v Častolovicích nad Orlicí vydělal na další studium. V roce 1908 založil s literárním historikem Vilémem Bitnarem a malířem Emilem Pacovským revui Meditace („k pěstování křesťanské filozofie moderní metodou a v úzkém vztahu k mystice“). Vysokoškolská studia dokončil v roce 1909, získal aprobaci pro vyšší střední školy z jazyka německého a francouzského a filozofie.
V únoru 1910 byl jmenován profesorem reálného gymnázia v Příboru. V říjnu téhož roku se zde oženil s dcerou ředitele školy Anežkou (Anuší) Simonidesovou (2. listopadu 1890 Kroměříž – 14. listopadu 1977). Zde učil do roku 1919, kdy se stal pracovníkem brněnské Zemské a univerzitní knihovny (posléze jako vrchní rada archivní služby). V roce 1924 získal doktorát filozofie na Filozofické fakultě Univerzity Karlovy (dizertace Kolísání pozornosti a pokus o jeho výklad). Od roku 1925 přednášel jako soukromý docent dějiny filozofie na Teologické fakultě této univerzity. V roce 1919 byl navržen na mimořádného profesora křesťanské filozofie na teologické fakultě bratislavské univerzity. Tato fakulta však nebyla zřízena. Převážnou část svých prací věnoval dějinám filozofie. V roce 1929 vydal Filosofický slovník, ve kterém vysvětlil nejdůležitější filozofické pojmy i stručná data o nejvýznamnějších představitelích oboru. Publikace vyšla postupně ve čtyřech vydáních. Další dílo - Základy filosofie věků - jsou prvním českým pokusem o přehledné zpracování systematické filozofie.
Působil ve Spolku katolických profesorů (spoluzakladatel a předseda) a Masarykově Akademii práce (1929).
V lednu 1940 byl zatčen gestapem, na následky výslechů zemřel začátkem dubna téhož roku. Je pohřben na Ústředním hřbitově v Brně, sk. 28, hrob č. 75.

## Ocenění
V roce 1925 jmenován čestným členem Papežské akademie sv. Tomáše Akvinského, o pět let později byl jmenován čestným občanem Dolních Kounic.